# Sauvagesia africana
Sauvagesia africana är en tvåhjärtbladig växtart som först beskrevs av Henri Ernest Baillon, och fick sitt nu gällande namn av Paul Rodolphe Joseph Bamps. Sauvagesia africana ingår i släktet Sauvagesia och familjen Ochnaceae. Inga underarter finns listade i Catalogue of Life.